# Srednja frizerska šola Ljubljana
Srednja frizerska šola Ljubljana (kratica: SFŠ Ljubljana) je srednja poklicna šola v Ljubljani, ki se nahaja na Litostrojski 53 (Zgornja Šiška). Ustanovljena oz. osamosvojila se je leta 1992; do takrat je bila del Srednje poklicne in strokovne šole Bežigrad.
Na šoli se dijaki šolajo v programu "frizer". Poleg frizerstva pridobijo tudi osnovna znanja iz ličenja in manikure.